# Vjačeslav Ekimov
Vjačeslav Vladimirovič Ekimov (in russo Вячеслав Владимирович Екимов?; Vyborg, 4 febbraio 1966) è un dirigente sportivo, ex ciclista su strada e pistard russo.

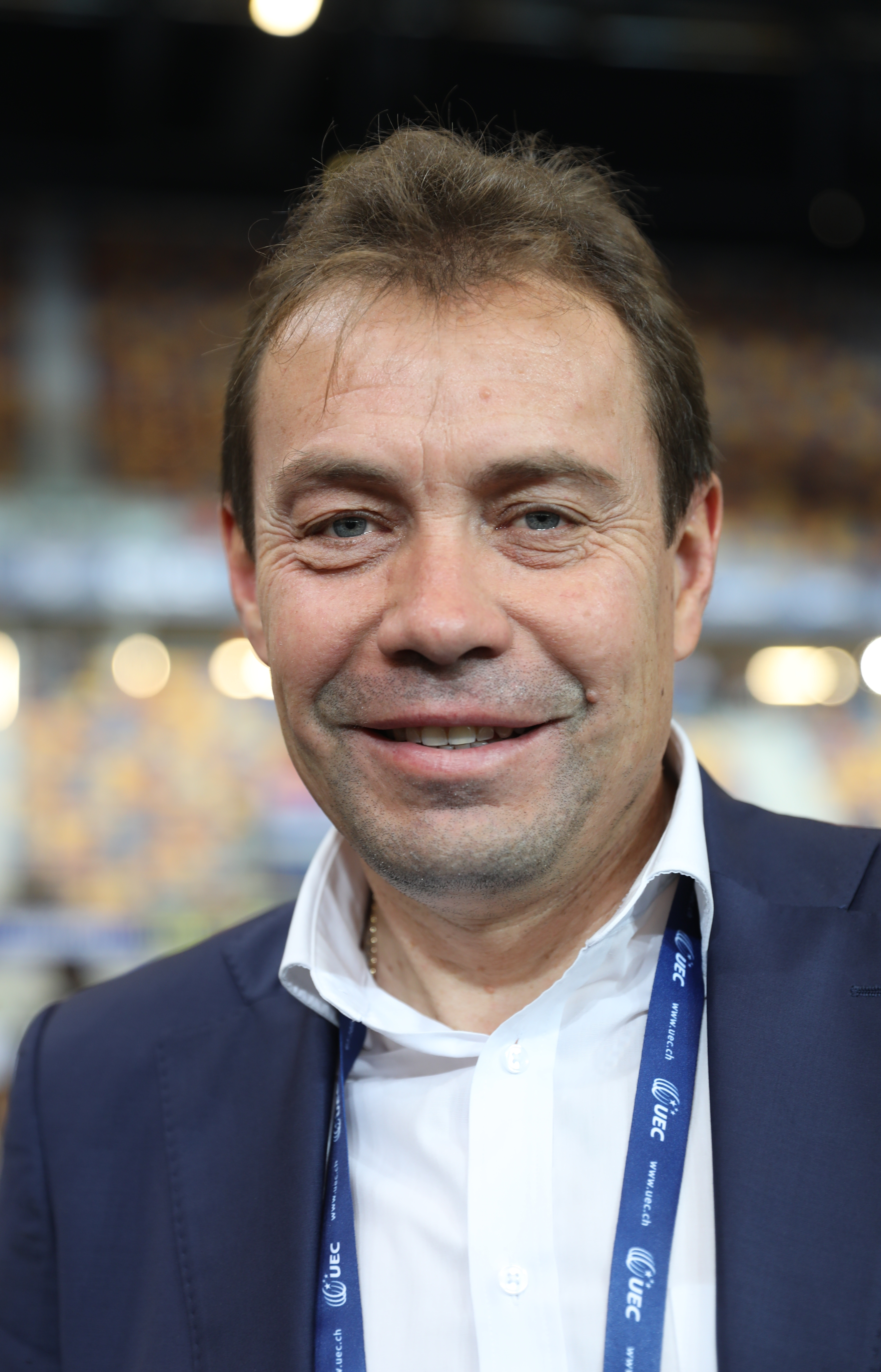
Ekimov (2019)

Professionista dal 1990 al 2006, fu campione olimpico nel 1988 nell'inseguimento a squadre e nel 2000 nella cronometro su strada. Nel 2010 gli viene attribuita dal CIO la vittoria anche della prova a cronometro dei Giochi olimpici di Atene del 2004, in seguito alla squalifica per doping del vincitore Tyler Hamilton. È stato nominato ciclista russo del secolo nel 2001.

## Carriera
In gioventù Ekimov si dedica prevalentemente alla pista: fra i dilettanti diventa per tre volte campione del mondo nell'inseguimento individuale e una volta a squadre, e ai Giochi olimpici di Seul 1988 fa parte della selezione dell'Unione Sovietica che vince l'oro nell'inseguimento a squadre. Dopo il passaggio al professionismo, avvenuto per la stagione 1990, conquista inoltre un titolo mondiale nell'inseguimento e uno nella corsa a punti.
Firma il suo primo contratto per un team di ciclismo su strada nel 1990: è l'olandese Panasonic, dove rimane per tre stagioni. Nel corso degli anni Ekimov si afferma come un ottimo passista veloce, aiutato in questo dalle sue caratteristiche di pistard. Anche le prove a cronometro lo vedono competitivo: infatti, ai Giochi olimpici di Sydney 2000 conquista la medaglia d'oro in questa disciplina, mentre ad Atene 2004 il trentottenne Ekimov si aggiudica la medaglia d'argento. Il 10 agosto 2012, tuttavia, al termine del procedimento disciplinare seguito alle confessioni di Tyler Hamilton circa l'utilizzo di doping ematico durante la kermesse olimpica, il CIO commuta l'argento ateniese di Ekimov in un oro.
Ormai quarantenne, appende la bici al chiodo al termine della stagione 2006, dopo una lunga carriera che, oltre alle innumerevoli soddisfazioni su pista, lo ha visto affermarsi in 56 corse su strada e concludere quindici Tour de France, facendo parte della squadra di Lance Armstrong in sei dei sette Tour de France vinti dal texano (benché poi revocati).
Successivamente al ritiro dall'attività ha ricoperto il ruolo di direttore sportivo presso le formazioni professionistiche Discovery Channel, Astana e RadioShack, sempre a fianco del manager Johan Bruyneel. Dal 2013 al 2016 è infine general manager della formazione russa Katusha.

## Palmarès

### Pista
- 1985

Campionati del mondo, Inseguimento individuale Dilettanti
- 1986

Campionati del mondo, Inseguimento individuale Dilettanti
- 1987

Campionati del mondo, Inseguimento a squadre
- 1988

Giochi olimpici, Inseguimento a squadre
- 1989

Campionati del mondo, Inseguimento individuale Dilettanti
- 1990

Campionati del mondo, Inseguimento Professionisti
- 1991

Campionati del mondo, Corsa a punti

### Strada
- 1988

Classifica generale Regio-Tour
Classifica generale Vuelta al Táchira
Classifica generale Tour de Normandie
- 1989

5ª tappa Circuit Franco-Belge
Classifica generale Circuit Franco-Belge
1ª tappa Tour de Trump
- 1990

2ª tappa Critérium International (Avignone, cronometro)
5ª tappa Tour Méditerranéen (Hyères)
5ª tappa Vuelta a Asturias
5ª tappa Tour du Vaucluse
- 1991

3ª tappa Critérium International (Avignone)
19ª tappa Tour de France (Mâcon)
- 1992

4ª tappa Setmana Catalana
5ª tappa Quattro Giorni di Dunkerque
6ª tappa Grand Prix du Midi Libre
Meisterschaft von Zürich
Druivenkoers
- 1993

Clásica de Almería
2ª tappa Vuelta a Murcia (Ceutí)
2ª tappa Quattro Giorni di Dunkerque
5ª tappa Vuelta a Asturias (Alto de Acebo)
5ª tappa Tour de Suisse (Liestal)
- 1994

2ª tappa Vuelta a la Comunidad Valenciana (Almussafes)
Classifica generale Vuelta a la Comunidad Valenciana
Veenendaal-Veenendaal
5ª tappa Tour DuPont (Winston-Salem, cronometro)
11ª tappa Tour DuPont (Roanoke, cronometro)
Classifica generale Tour DuPont
2ª tappa Tour de Luxembourg (Bertrange)
- 1995

11ª tappa Tour DuPont (Greensborg, cronometro)
5ª tappa Giro di Svizzera (Wil)
3ª tappa Giro dei Paesi Bassi (Denekamp, cronometro)
tappa Tour of China (Pechino, cronometro)
Classifica generale Tour of China
- 1996

2ª tappa Vuelta a Murcia (Lorca)
Classifica generale Driedaagse De Panne - Koksijde
- 1997

5ª tappa Vuelta a Castilla y León (Aranda de Duero)
Campionati russi, Prova in linea
3ª tappa Paris-Nice (Nizza, cronometro)
3ª tappa Setmana Catalana (Andorra)
2ª tappa Critérium du Dauphiné Libéré (Le Puy-en-Velay)
4ª tappa Critérium du Dauphiné Libéré (Bédarrides, cronometro)
- 1998

6ª tappa Prudential Tour (Reading)
- 1999

3ª tappa Grand Prix Telekom (Lourinhã)
3ª tappa Vuelta al Táchira (San Antonio)
6ª tappa Tour de Suisse (Meiringen, cronometro)
15ª tappa Vuelta a España (Valencia)
- 2000

Grand Prix Eddy Merckx (con Lance Armstrong)
Giochi olimpici, Prova a cronometro
3ª tappa Driedaagse De Panne - Koksijde (La Panne, cronometro)
Classifica generale Driedaagse De Panne - Koksijde
- 2001

5ª tappa Vuelta a la Comunidad Valenciana (Valencia)
- 2003

3ª tappa Ronde van Nederland (Denekamp, cronometro)
Classifica generale Ronde van Nederland
- 2004

3ª tappa Ronde van Nederland (Goch, cronometro)
Giochi olimpici, Prova a cronometro
- 2005

3ª tappa Driedaagse De Panne - Koksijde (La Panne, cronometro)

### Altri successi
- 1992

Premio Europa senza frontiere Tour de France

## Piazzamenti

### Grandi Giri
- Giro d'Italia

1999: 58º
2006: 89º
- Tour de France

1990: 55º
1991: 42º
1992: 65º
1993: 35º
1994: 36º
1995: 18º
1996: 21º
1997: 44º
1998: 38º
2000: 55º
2001: 82º
2002: 58º
2003: 76º
2004: 80º
2006: 84º
- Vuelta a España

1995: 25º
1997: 64º
1998: non partito (15ª tappa)
1999: 55º

### Classiche monumento
- Milano-Sanremo

1991: 67º
1992: 61º
1993: 26º
1994: 28º
1995: 24º
1996: 16º
1997: 84º
1998: 22º
2000: 41º
2001: 98º
2003: 63º
2004: 74º
- Giro delle Fiandre

1992: 30º
1993: 12º
1994: 48º
1995: 8º
1996: 4º
1997: 10º
1998: 7º
2000: 15º
2001: 41º
2003: 8º
2005: 56º
- Parigi-Roubaix

1995: 30º
1996: 12º
1997: 48º
1998: 8º
2000: 16º
2003: 3º
- Liegi-Bastogne-Liegi

1990: 23º
1991: 27º
1992: 34º
1993: 8º
1994: 75º
1995: 23º
- Giro di Lombardia

1990: 34º
1991: 25º
1992: 12º
1993: 10º
1995: 36º
2005: 31º

### Competizioni mondiali
- Campionati del mondo su pista

B. del Grappa 1985 - Inseguimento Dilettanti: vincitore
B. del Grappa 1985 - Inseguimento a squadre: 3º
Colorado Springs 1986 - Inseguimento Dilettanti: vincitore
Colorado Springs 1986 - Inseguimento a squadre: 3º
Vienna 1987 - Inseguimento Dilettanti: 2º
Vienna 1987 - Inseguimento a squadre: vincitore
Lione 1989 - Inseguimento Dilettanti: vincitore
Lione 1989 - Inseguimento a squadre: 2º
Maebashi 1990 - Inseguimento: vincitore
Stoccarda 1991 - Corsa a punti: vincitore
Stoccarda 1991 - Inseguimento individuale: 4º
- Campionati del mondo su strada

Stoccarda 1991 - In linea: ritirato
Oslo 1993 - In linea: 16º
Lugano 1996 - Cronometro: 9º
Valkenburg 1998 - Cronometro: 9º
Verona 1999 - Cronometro: 11º
Zolder 2002 - Cronometro: 15º
Hamilton 2003 - In linea: 41º
Hamilton 2003 - Cronometro: 6º
Verona 2004 - In linea: ritirato
Madrid 2005 - Cronometro: 28º
- Giochi olimpici

Seul 1988 - Inseguimento a squadre: vincitore
Sydney 2000 - Cronometro: vincitore
Sydney 2000 - In linea: 75º
Atene 2004 - Cronometro: vincitore
Atene 2004 - In linea: ritirato